# 雷克斯普德
雷克斯普德（法語：Rexpoëde，法語發音：[ʁɛkspud]）是法国上法蘭西大區北部省的一个市镇，属于敦刻尔克区。

## 地名
由于语源问题，该地名“Rexpoëde”拼读方式不符合法语正字法，其标准发音为[ʁɛkspud]，根据实际发音其应译作“雷克斯普德”（同“Rexpoude”译），《世界地名译名词典》将其纯按法汉译音表误译作“雷克斯波埃德”。

## 地理
雷克斯普德（50°56'22"N, 2°32'23"E）面积13.37 平方千米，位于法国上法蘭西大區北部省，该省份为法国最北部的省份及最长的省份，西北濒北海，西接加来海峡省，南至埃纳省和索姆省，东与比利时接壤。
与雷克斯普德接壤的市镇（或旧市镇、城区）包括：基莱姆、瓦雷姆、韦斯特卡佩勒、邦贝克、奥斯特卡佩勒。
雷克斯普德的时区为UTC+01:00、UTC+02:00（夏令时）。

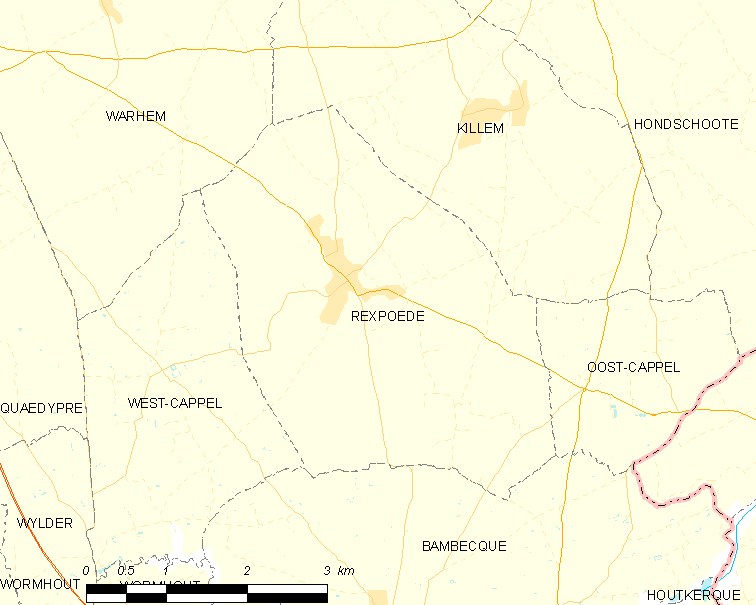
雷克斯普德的OSM定位图

## 行政
雷克斯普德的邮政编码为59122，INSEE市镇编码为59499。

## 政治
雷克斯普德所属的省级选区为沃尔穆特县。

## 人口

1962-2008年间雷克斯普德人口变化图示

雷克斯普德于2022年1月1日时的人口数量为1984人。